# Магазин «Красный»
Магазин «Красный» — памятник архитектуры начала XX века в Барнауле.
Здание магазина было построено в 1913 году купцом первой гильдии И. И. Поляковым на Московском проспекте (ныне — проспект Ленина, 14, угол с улицей Гоголя) как часть большого комплекса складских, торговых и жилых помещений. На первом этаже располагалось товарищество «Алтай», а на втором было отделение Сибирского торгового банка. 
Магазин облицован красным кирпичом, откуда собственно и появилось его название. С архитектурной точки зрения, здание сооружено в стиле эклектики — гармоничная композиция фасада с мотивами национального русского стиля в декоре, орнамент из фигурного кирпича и детали из кованого металла. Уличные фасады увенчаны шатровыми башенками, дворовые фасады оставлены в виде глухих стен без архитектурного убранства. Во двор магазина вели кирпичные ворота с декоративными башенками, которые сохранились до сих пор.
С момента своего сооружения магазин неоднократно менял своё название, но его профиль оставался неизменным как в советское время, так и в сегодняшние дни. В 1986 году проведена реконструкция, в результате которой был полностью освоен 2-й этаж здания. В 2006 году проведена ещё одна полномасштабная реконструкция помещений магазина с реставрацией исторического фасада здания. Основные торговые площади заняли арендаторы, представляющие такие торговые марки как Puma, Sasch, United Colors of Benetton и другие.
Общая площадь торговых помещений — 1250 м².